# Route secondaire 19201 (Estonie)
La route Pärnu-Jaagupi – Kalli (en estonien : Pärnu-Jaagupi – Kalli tee) ou route 19201 est une route du comté de Pärnu en Estonie.

## Description
La route Pärnu-Jaagupi-Kalli est une route secondaire qui commence à Pärnu-Jaagupi de la commune de Põhja-Pärnumaa et se termine à Kalli dans la commune de Lääneranna.
La longueur de la route est de 32,2 kilomètres.
Le bois de Nedrema (et) se trouve en bordure de la route.